# 不來梅主教座堂

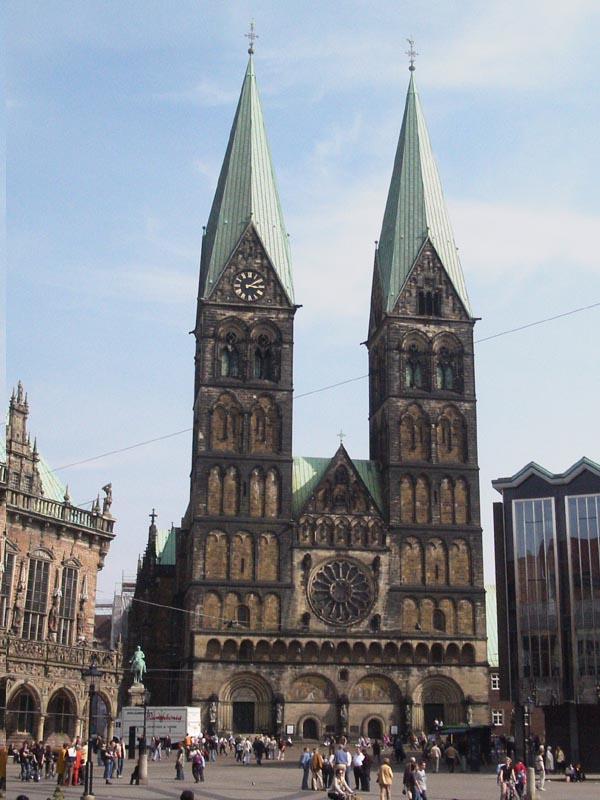
不來梅主教座堂，照片左側為不來梅市政廳。

不來梅主教座堂（德語：Bremer Dom）是位於德國城市不來梅市中心市場廣場的一座教堂。教堂的歷史可以追溯至8世紀。

## 外部連結
- St. Petri Dom（页面存档备份，存于） （德文）
- Bremen official website（页面存档备份，存于） （德文）

53°04′31″N 8°48′32″E / 53.07528°N 8.80889°E